# Seigō Narazaki
Seigō Narazaki (jap. 楢﨑正剛 Narazaki Seigō; ur. 15 kwietnia 1976 w Kashibie, w prefekturze Nara) – japoński piłkarz grający na pozycji bramkarza. Zdobywca Pucharu Azji, finalista Pucharu Konfederacji. Uczestnik trzech mundiali.

## Występy z drużyną narodową
- Puchar Azji 1996 (ćwierćfinał)
- Mistrzostwa Świata 1998 (faza grupowa)
- Puchar Azji 2000 (Mistrzostwo)
- Puchar Konfederacji 2001 (2. miejsce)
- Mistrzostwa Świata 2002 (1/8 finału)
- Puchar Konfederacji 2003 (faza grupowa)
- Puchar Azji 2004 (Mistrzostwo)
- Puchar Konfederacji 2005 (faza grupowa)
- Mistrzostwa Świata 2006 (faza grupowa)
- Puchar Azji 2007 (IV miejsce)

### Sukcesy z klubami

#### Yokohama Flügels
- Puchar Cesarza – 1998.

#### Nagoya Grampus Eight
- Puchar Cesarza – 1999.
- J1 League - 2010
- Japanese Super Cup - 2011

### Indywidualne osiągi
Członek najlepszej jedenastki J-League: 1996, 1998, 2003.2008, 2010, 2011